# David Carnegie (4e duc de Fife)
David Charles Carnegie, 4e duc de Fife, né le 3 mars 1961 à Marylebone (Londres), est un pair britannique. Il est le fils unique de James Carnegie, 3e duc de Fife, et de son épouse Caroline Dewar. Il est appelé comte de Macduff jusqu'en 1992, puis comte de Southesk jusqu'à ce qu'il succède à son père le 22 juin 2015 en tant que quatrième duc de Fife et chef du clan Carnegie. En tant qu'arrière-arrière-petit-fils d'Édouard VII, il est 78e dans l'ordre de succession au trône britannique. 

## Éducation et carrière
Il fait ses études au collège d'Eton et est diplômé du Pembroke College de Cambridge en 1982 avec un BA. Il est employé par la société de courtage en valeurs mobilières basée à Londres Cazenove entre 1982 et 1985. En 1986, il reçoit une maîtrise. Il fait également ses études au Royal Agricultural College de Cirencester, dans le Gloucestershire. 
Entre 1988 et 1989, il travaille dans une société de gestion de placements basée à Édimbourg, Bell, Lawrie and Company. Il est diplômé de l'université d'Édimbourg, en 1990 avec un MBA. Entre 1992 et 1996, il travaille avec les comptables agréés et les conseillers financiers Reeves et Neylan. Depuis 2003, il vit au château de Kinnaird à Angus, en Écosse qui est l'un des sièges de la famille Carnegie. 

## Mariage et famille
Il épouse Caroline Anne Bunting, fille unique de Martin Brian Bunting et Veronica Mary Cope, le 16 juin 1987 à Londres. Ils ont trois fils : 
- Charles Duff Carnegie, comte de Southesk (né le 1er juillet 1989)
- Lord George William Carnegie (né le 23 mars 1991)
- Lord Hugh Alexander Carnegie (né le 10 juin 1993)